# (5869) Tanit
(5869) Tanit es un asteroide que forma parte de los asteroides Amor, es decir, cualquiera de los asteroides con una órbita que contenga totalmente a la terrestre y que tenga un perihelio menor de 1,3 ua, descubierto el 4 de noviembre de 1988 por Carolyn Shoemaker desde el Observatorio del Monte Palomar, Estados Unidos.

## Designación y nombre
Designado provisionalmente como 1988 VN4. Fue nombrado Tanit en homenaje a la diosa adorada por el imperio romano Caelestis, Tanit fue adorada por los cartagineses. Esta diosa alada del pueblo púnico llevaba un zodiaco alrededor de su cabeza y sostenía el Sol y la Luna en cada mano.

## Características orbitales
Tanit está situado a una distancia media del Sol de 1,812 ua, pudiendo alejarse hasta 2,394 ua y acercarse hasta 1,230 ua. Su excentricidad es 0,321 y la inclinación orbital 17,92 grados. Emplea 891,413 días en completar una órbita alrededor del Sol.
Los próximos acercamientos a la órbita terrestre tendrán lugar el 9 de diciembre de 2032, el 20 de noviembre de 2049 y el 2 de diciembre de 2071.

## Características físicas
La magnitud absoluta de Tanit es 17,2. 